# Heinrich Fip (Unternehmen)
Die Heinrich Fip GmbH & Co. KG ist ein deutsches Mineralölvertriebsunternehmen. Der Unternehmenssitz ist Osnabrück in Niedersachsen. Heinrich Fip vertreibt Produkte der BP Europa SE (Marke Aral) im Osnabrücker Land und dessen Umgebung.

## Geschichte
Heinrich Fip gründete das Unternehmen 1929 als Öl-, Fett- und Seifenhandlung. Sein Sohn Hans-Jürgen Fip trat Mitte der 1960er Jahre ins Unternehmen ein. In Partnerschaft mit der Aral AG entwickelte sich das Unternehmen zum Mineralölhändler. Seit 2006 ist mit Hendrik Fip ein Enkel des Gründers als Geschäftsführer tätig.

## Konzernstruktur
Komplementär der Kommanditgesellschaft ist die Fip Verwaltungs-GmbH mit Sitz in Osnabrück. Kommanditisten sind zu jeweils 50 % die BP Europa SE (Hamburg) und Hans-Jürgen Fip (Osnabrück).
Neben der Hauptverwaltung in Osnabrück betreibt das Unternehmen sieben Niederlassungen im Umland, nämlich in Glandorf (Landkreis Osnabrück) , Damme (Landkreis Vechta), Lemförde (Landkreis Diepholz), Lengerich, Georgsmarienhütte (Landkreis Osnabrück) und Greven (Kreis Steinfurt) sowie Preußisch Oldendorf (Kreis Minden-Lübbecke). Zum Partnerunternehmen Schrewe & Fip EnergiePartner GmbH in Versmold  gehört die Niederlassung Harsewinkel-Marienfeld (Kreis Gütersloh).

## Produkte

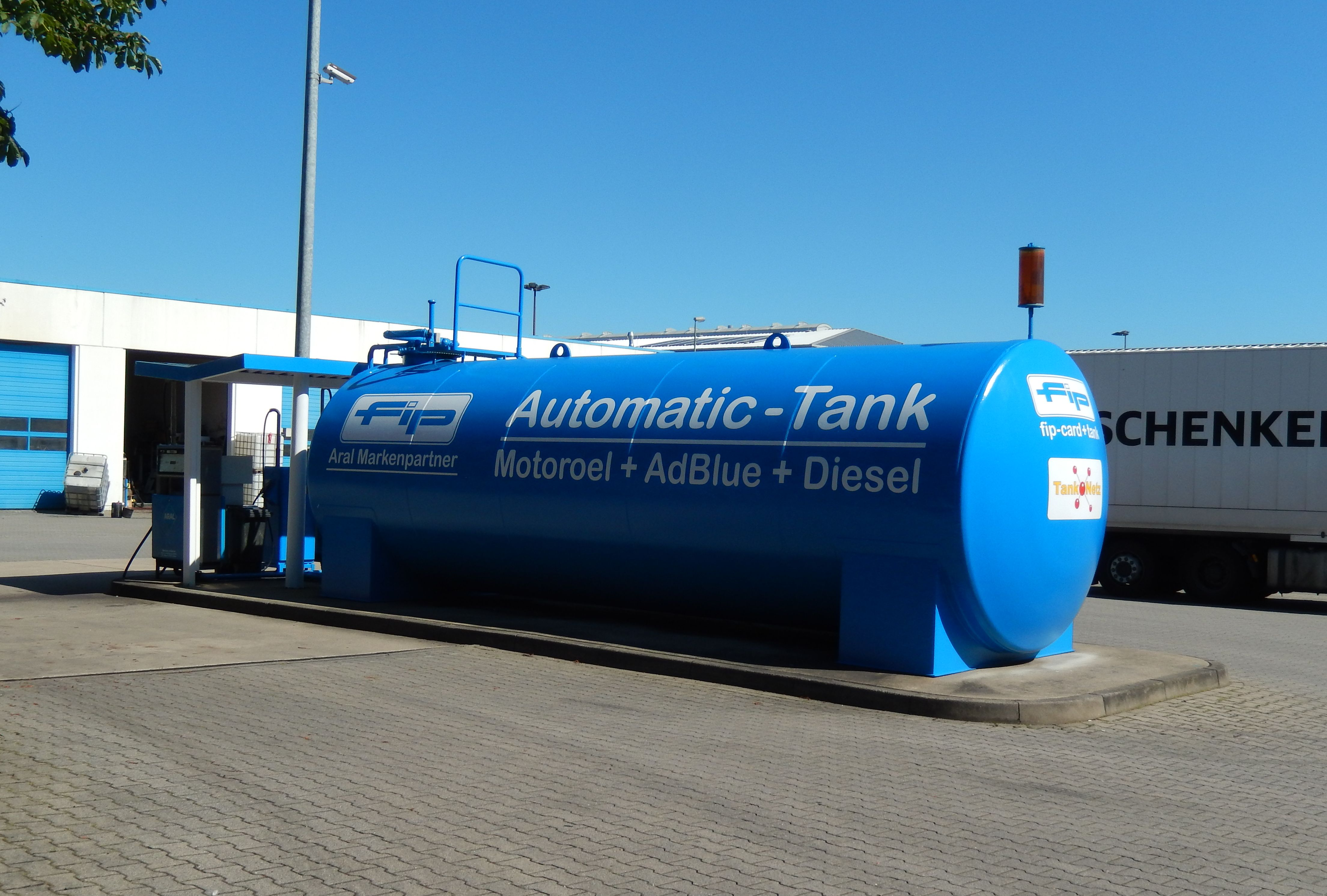
fip Automatic-Tank

Zu den vom Unternehmen Heinrich Fip vertriebenen Produkten gehören:
- Heizöl
- Kraftstoffe
  - Ottokraftstoffe, Dieselkraftstoffe, Biokraftstoffe, Pflanzenöl, Autogas
- Schmierstoffe
  - Hydrauliköl, Motoröl
- AdBlue
- fip-card + tank (Tankpunkte im Verbund mit dem Tankstellen-Netz-Deutschland (TND))[3]
- Tanktechnik
- Technische Gase, Treibgase